# Валеріан (Тріфа)
Архієпископ Валеріан (рум. Archbishop Valerian, рум. Arhiepiscopul Valerian, в миру Вьорел Донісе Трифа, рум. Viorel Donise Trifa; 28 червня 1914, Кимпень, Трансільванія — 28 січня 1987, Ешторіл) — єпископ Православної церкви в Америці, архієпископ Детройтський і Румунський.

## Довоєнна біографія
Народився Валеріан Тріфа 28 червня 1914 року у трансільванському містечку Кимпені, що на той час входило до Австро-Угорщини (нині жудец Алба, Румунія). Син шкільного вчителя Діонісія Тріфи, племінник священика Йосипа Тріфи (1888—1938), що заснував в 1920-х роках православний духовний рух «Oastea Domnului» («Військо Господнє»). У 1931—1935 роках вивчав богослов'я в Кишинівському університеті, потім філософію в Бухарестському університеті, в 1939 році — історію і журналістику в Берлінському університеті. Видавав журнали руху «Oastea Domnului» і книги свого дядька.
Ще студентом вступив до «Залізної Гвардії», друкувався в її газеті «Libertatea». Учасник заколоту легіонерів у січні 1941 року, що мав антиурядову і антисемітську спрямованість. У відозві, використаній легіонерами (членами «Залізної Гвардії») під час заколоту, писав: «Ми вимагаємо заміни всіх ожидовившихся представників влади».
Після провалу заколоту втік до Німеччини, де утримувався в концтаборі Заксенхаузен, Бухенвальд і Дахау. В 1943 році брав участь у спробах німецького керівництва домогтися примирення між «Залізною Гвардією» і прогітлерівським режимом Іона Антонеску. Після звільнення з табору нетривалий час був секретарем митрополита Віссаріона (Пую) у Відні, а потім у Парижі, наприкінці другої світової війни викладав античну історію в коледжі в Італії. В 1950 році емігрував до США.

## Єпископство в США
На конгресі православних румунів-емігрантів, що проходив у Чикаго 2—5 липня 1951 року Валеріана Тріфа обрано вікарним єпископом румунської архиєпископства Америки і Канади, оскільки правлячий єпископ Полікарп (Морушка) перебував у Румунії і не міг повернутися до США. Після цього румунська єпархія в США перервала стосунки з Румунською православною церквою, яка перебувала під впливом комуністичного уряду Румунії.
27 квітня 1952 року пострижений у чернецтво з ім'ям Валеріан і хіротонізований на єпископа. Хіротонію очолив митрополит Іоанн (Теодорович), предстоятель Української православної митрополії у Північній Америці у співслужінні з двома єпископами.
Після смерті єпископа Полікарпа 26 жовтня 1958 року (який залишався номінальним главою єпархії) Валеріан став правлячим єпископом.
У березні 1960 року Румунське єпископство (Romanian Orthodox Episcopate of America) було прийняте до складу Північно-американської митрополії як національна єпархія, зберігаючи свою автономію, румунську мову в літургії і національні традиції. Після цього Валеріан Тріфа став іменуватися єпископом Детройтським та Мічиганським. У 1961 році відбулося його перерукоположення єпископом (щоб усунути всякі сумніви в його канонічності).
7 березня 1970 року возведений у сан архієпископа.
Валеріан розташував свою резиденцію в Грасс-Лейку (передмістя Джексона, штат Мічиган), відреставрував наявні там будівлі і створив духовний і культурний центр для православних румунів Vatra Românească (Румунська будинок). Висвятив багатьох священиків для 50 парафій єпархії, освячував новозбудовані церкви, підтримував канонічні зв'язки з іншими Церквами на американському континенті. Продовжували виходити газети «Solia» та інші церковні видання румунською та іншими мовами. Статті єпископа Валеріана друкувалися в цих виданнях.

## Від'їзд із США
Збір доказів, що засвідчили про злочини, здійснені Тріфу у довоєнний період злочини, почався ще в 1957 році. У 1975 році Міністерство юстиції США порушило проти нього справу, звинувативши в тому, що при в'їзді до США Тріфа приховав своє членство в «Залізній Гвардії». У листопаді 1976 року архієпископ був виключений зі складу Національної ради церков США. Незважаючи на пред'явлені докази, він заперечував свою причетність до погромів під час заколоту легіонерів 1941 року, однак зізнався в обмані імміграційних властей. Була також виявлена поштова листівка, адресована нацистському лідеру Генріху Гіммлеру і підписана «Вьорел Тріфа»; сам Тріфа заперечував, що будь коли писав її, однак завдяки сучасній (на той момент) техніці на ній був виявлений відбиток його пальця. Після різних скандальних подій у 1980 році Тріфа відмовився від американського громадянства і в 1982 році виїхав із США до Португалії, оскільки в іншому випадку його могла чекати депортація. Тут восени 1984 року він також був оголошений небажаною персоною, йому було надано тримісячний строк для виїзду з країни, проте він зумів опротестувати це рішення у верховному адміністративному суді.
Архієпископ Валеріан помер 28 січня 1987 року в місті Ешторіл (Португалія) в результаті серцевого нападу. Похований на кладовищі створеного ним румунської духовного центру в Грасс-Лійці (Мічиган, США).